# Charálambos Ánninos
Charálambos Ánninos (en grec moderne : Χαράλαμπος Άννινος), surnommé Bábis Ánninos, né à Argostóli le 6 septembre 1852 et mort le 23 mai 1934 à Athènes, est un journaliste, poète et auteur de théâtre grec.

## Biographie
Il nait et grandit à Argostóli, sur l'île de Céphalonie. Il travaille d'abord comme commis à la douane jusqu'en 1870 puis déménage à Athènes pour travailler comme commis au bureau du procureur d'Athènes.
Il étudie en parallèle la littérature et reçoit une mention honorable au concours Voutsinéo pour son premier recueil de poésie « Aube » (Λυκαυγές).
Il devint plus tard greffier aux consulats de Rome et de Naples. Finalement, il retourne définitivement à Athènes et décide de devenir journaliste à temps plein en 1878. Il écrit ensuite dans plusieurs journaux (Neológos d'Athènes (el), Efimerís (el)) et collabore avec des revues (forme littéraire du Parnasse, Asmodée (el), Mensuel Illustré Iris) de l'époque. Il prend divers surnoms dont Habacuc, Hérode Atticus ou encore Strepsiade. Il est l'un des fondateurs et rédacteurs permanents du journal To Astý (en) et rédacteur en chef de I Kathimeriní.
En même temps, il est poète en vers et en proses. Il travaille également dans la traduction ou l'historiographie et écrit des essais. Il est majoritairement célèbre pour ses comédies au théâtre, tandis qu'il devient largement connu pour ses œuvres théâtrales joyeuses, comme « Un serviteur est recherché » (Ζητείται υπηρέτης).
En 1897, il cosigne le rapport officiel des premiers Jeux olympiques modernes, les Jeux olympiques de 1896, avec Pierre de Coubertin, Timoléon Filímon (en) et Nikólaos Polítis (el).
Charálambos Ánninos est un membre fondateur de l'Académie d'Athènes, cofondateur de la Société historique et ethnologique, président de la Société des écrivains dramatiques grecs et auteur de pièces populaires.
Selon les archives de la Grande Stoa des francs-maçons d'Athènes, Ánninos était membre de la Stoa de Pythagore,.
Il est honoré pour sa contribution au domaine des lettres avec des prix et des distinctions telles que l'Ordre du Sauveur (1889), l'Excellence d'Or en Lettres et Arts (1914) et le Prix de l'Académie d'Athènes (1925).